# Semangowie

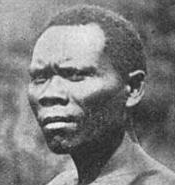
Zdjęcie z roku 1909

Semangowie – ogólne określenie koczowniczych grup ludności zamieszkujących północną Malezję i południową Tajlandię. Posługują się różnymi językami z grupy aslijskiej oraz językiem malajskim. Zajmują się zbieractwem i myślistwem, a współcześnie także rolnictwem. Z powodu upałów ubierają się tylko w przepaski biodrowe. Dużą rolę w ich religii odgrywają szamani i czarownicy.